# Шеффер, Пауль
Пауль (в эмиграции Пол) Шеффер (11 октября 1883 г. в Калдау, округ Шлохау (ныне Колдово, Поморское воеводство) — 20 февраля 1963 г. в Уайт-Ривер-Джанкшн) — немецко-американский журналист и политолог, активно работавший в СССР в 1920-е гг.

## Происхождение и ранние журналистские годы
Пауль Шеффер происходил из зажиточной протестантской семьи среднего класса. Его отец, доктор права Вильгельм Шеффер (Марбург, 1844—1898) был членом прусского ландтага и работал высокопоставленным чиновником в различных городах Германской империи. Его мать была дочерью дюссельдорфского частного банкира Кристиана Готфрида Тринкауса.
После обучения в гимназиях в Кобленце, Берлине и Дюссельдорфе он изучал философию в Мюнхене, Марбурге и Граце. В 1913/14 г. несколько месяцев проработал стажёром в посольстве Германии в Лондоне. Не призванный на военную службу из-за непригодности, Шеффер работал в информационной службе Германской дипломатической миссии в Гааге в 1915 году, а с 1916 года — корреспондентом Hollandsch Nieuwsbüro в Германии. В 1919 году он начал работать корреспондентом Berliner Tageblatt в издательстве Rudolf Mosse Verlag при посредничестве Аннетт Кольб. Он проживал в Гааге, был автором эксклюзивных репортажей с конференции в Спа.

## Репортёр в Москве
В ноябре 1921 года его направили в Москву, и с тех пор он в качестве эксперта по России предоставлял информацию о политическом и экономическом развитии Советской России. В начале своей московской карьеры он считался доверенным лицом немецкого посла Ульриха фон Брокдорф-Ранцау и, таким образом, сторонником политики Рапалло. В течение короткого времени Шеффер также работал на Berliner Tageblatt в 1923/24 году в Рурской области и временно с 1925 по 1927 год на Дальнем Востоке и в Италии. К числу ведущих статей Шеффера того периода, получивших большое внимание, относятся, например:
- «Метод переговоров Ллойд Джорджа»
- «Союзники диктуют свои требования»
- «Рапалло и последствия»
- «Воспоминания о Чичерине».

К середине 1920-х годов, по словам Иммануэля Бирнбаума, самоуверенный, финансово независимый, высокообразованный полиглот Шеффер был «звездой среди немецких корреспондентов». 1925 году он женился на бывшей княжне Наталье Петровне Волконской (28 декабря 1889 г. в Санкт-Петербурге, урождённая Наталья Петровна Лукина, приобрела княжеский титул в первом браке, но развелась с мужем после его измены — 11 декабря 1981 г. в Нью-Йорке).
В Москве он и его жена содержали очень гостеприимный дом, где журналисты и дипломаты регулярно собирались на пятичасовой чай, чтобы обсудить искусство, литературу, религию, всемирную историю и советскую политику. Благодаря связям с иностранной прессой салон Шеффера превратился в «своего рода второе посольство, неофициальное представительство МИД». У него были прямые личные контакты с Георгием Васильевичем Чичериным, Карлом Радеком, Николаем Ивановичем Бухариным и Львом Троцким. Помимо американцев Луи Фишера, Уолтера Дюранти и Юджина Лайонса и швейцарца Эмиля Людвига, Шеффер был одним из немногих иностранных журналистов, которым Иосиф Сталин давал интервью в это время.

## Персона нон грата в Советском Союзе
С конца 1920-х годов Шеффер всё чаще вызывал недовольство московских властей. Он неоднократно писал о насильственной коллективизации, связанных с ней явлениях голода (ещё за несколько лет до Голодомора на территории Украины) и возникавшем культе личности вокруг Ленина. В то время как ряд «прогрессивных журналистов», таких, как Генрих Манн и Карл фон Осецкий, поддерживали «жестокую политику большевизма как силу, управляемую разумными соображениями» и отвергали Веймарскую республику, в которой, по их мнению, «преобладает только хаос, а обнищавшие массы бесцельно спотыкаются и являются морально жестокими», Пауль Шеффер отметил «стремление подавляющего большинства россиян иметь харизматических лидеров»
В те же годы была издана сразу на многих языках первая книга Шеффера «Семь лет Советского Союза», в которой он описал политические и экономические условия подъёма Советской власти, с учётом опыта своих поездок по СССР. Книга, в частности, привлекла внимание Уильяма Дж. Донована, который позже стал координатором разведки США.
Своими публикациями Шеффер невольно сыграл роль в спасении немецких специалистов, привлечённых в качестве обвиняемых по «Шахтинскому делу»; раздражённый Чичерин в письме Крестинскому потребовал немедленной высылки Шеффера из СССР.
В конце ноября 1929 года советское правительство отказало Паулю Шефферу во въезде в СССР «из-за все более недружелюбных публикаций за последние три года». После его вынужденного отъезда William Morrow & Company издала в Нью-Йорке книгу «Дважды рождённые в России: Моя жизнь до и во время революции», в которой его жена была названа автором, а Мура Будберг — переводчиком под псевдонимом Наталья Петрова. Книга стала бестселлером в Соединенных Штатах в 1930-х годах, особенно среди американских женских групп. Обращение с «русскими непролетарского происхождения», а также массовые расстрелы, аресты и пытки «классовых врагов» со стороны ГПУ описаны довольно подробно. После выхода книги в свет Советский Союз официально объявил Шеффера персоной нон грата.
С 1930 года Шеффер занял антикоммунистическую позицию и подвергался критике со стороны Карла фон Осецкого как «журналистская примадонна, которая поступает аналогичным образом, если ей не подкладывают под каждый шаг шёлковую подушку». Осецкий писал далее в Weltbühne: «Любой, кто сегодня пишет о делах в России как друг или противник большевизма, несет огромную ответственность, и это становится огромным бременем для публициста, такого как г-н Шеффер, который ранее считался откровенным русофилом. Ведь именно г-н Шеффер первым добился, чтобы Советский Союз приняли в немецком обществе. Именно благодаря ему в Германии в значительной степени исчезли плакаты антибольшевистских партий».

## Главный редактор Berliner Tageblatt
В начале марта 1930 г. Шеффер отправился в США в качестве корреспондента «Берлинер Тагеблатт». С ним поехала его жена, которая смогла увидеть через 11 лет разлуки своего первенца Дмитрия, который учился в Гарвардском университете, где также учился второй сын Пётр. Натали Шеффер купила дом в Вермонте, где обосновались многие русские эмигранты, и получила гражданство США в 1935 году. В 1932 году Пауль Шеффер переехал в Лондон в качестве иностранного корреспондента. В частном порядке он и его жена регулярно ездили из Америки в Европу в течение следующих нескольких лет.
В июле 1933 года он был назначен главой внешнеполитического отдела газеты, а в апреле 1934 года — главным редактором Berliner Tageblatt. После прихода к власти национал-социалистов Йозеф Геббельс, неоднократно критиковавший «однообразие» немецкой прессы, сделал газету немецким «мировым журналом». Для этого он заверил Шеффера, что тот будет иметь полную свободу рук в выборе содержимого публикаций. По словам специалиста по коммуникациям Кристины Хольц-Баха, Шеффер, как и многие буржуазные политики и журналисты, имел определённый уровень взаимопонимания с «разумными национал-социалистами», что касалось, например, внешней политики и антикоммунизма, но также имел очень четкие границы. Шеффер регулярно встречался с Геббельсом, но в то же время поддерживал дружбу с евреями, публично категорически отвергал патологический антисемитизм.
Шеффер приложил немало усилий к спасению газеты, сильно пострадавшую после экономического краха Mosse Group, и смог значительно увеличить её тираж. Он придавал большое значение зарубежным сообщениям, для чего он отправлял молодых журналистов в недельные поездки в страны, которые в то время были в значительной степени неизвестны и экзотичны для многих читателей. Примеры включают Петру Вермерен, которая путешествовала исключительно по Балканам, и Маргрет Бовери, которая проводила исследования от его имени на Мальте, в Марокко, Алжире, Тунисе, Египте, а также в Судане и Абиссинской империи; или Герберт Иеринг, который летал в Индию, Южную Америку и Голливуд для просмотра фильмов.
В своих статьях Шеффер постоянно употреблял фразу «герр Гитлер» вместо «фюрер» или «канцлер». На пресс-конференции Министерства пропаганды в 1935 году произошел скандал. Шеффер написал в редакционной статье, что «народы, где сохранились религиозные общины, например, как Италия и Англия, превосходят другие нации с точки зрения гибкости мышления. В Германии же нет регулярной ответственности». Альфред-Ингемар Берндт, пресс-секретарь министра пропаганды, крикнул на пресс-конференции Шефферу, известен ли ему первый том книги Альфреда Розенберга «Миф двадцатого века». К ужасу участников конференции, Шеффер продолжил иронизировать: «Кстати, отмечу, что в Германии теперь есть религия, первый том которой уже опубликован».
После принятия четырехлетнего плана в 1936 году цели Геббельса также изменились: теперь в центре внимания была оптимизация ресурсов, в том числе за счет контроля использования рабочей силы, распределения бумаги и сырья и связанного с этим сокращения печатной продукции. Как и все газеты, с этого момента Berliner Tageblatt также должен был соответствовать различным требованиям со стороны органов управления. Шеффер, который всегда пытался сохранить независимость газеты, в конце концов разочаровался и покинул Германию в конце 1936 года. Он и его жена в частном порядке ездили в Голландскую Ост-Индию, Малайзию, Сиам, Китай и Японию в течение двух лет.

## Интернирование в США
После поездок в Юго-Восточную Азию Шеффер работал иностранным корреспондентом различных немецких газет в Нью-Йорке. Например, с мая 1940 года он регулярно доставлял репортажи о США в еженедельную газету Das Reich. В том же году в издательстве Deutsche Verlag вышла его книга «США 1940-е гг. Рузвельт — Америка в решающий год». В ней он рассказал о масштабном перевооружении США с 1938 года и указал, что «если поджигатели войны возьмут верх над пацифистскими силами, США выйдут из конфликта в качестве глобальной сверхдержавы».
После того, как Соединенные Штаты вступили в войну против Германии, Шеффер должен был вернуться в Германию вместе с дипломатическим персоналом и другими немецкими журналистами, однако незадолго до отъезда он сломал тазобедренный сустав в портовом отеле, и врачи заявили, что его нельзя перевозить. 16 декабря 1941 года он был депортирован как гражданин враждебного государства в лагерь для интернированных, где его ранение сначала не лечили, а позже лечили неправильно. Ему пришлось самому оплачивать медицинские расходы. Из-за блокировки счетов и переводов, наложенной правительством США на граждан Германии, Шеффер столкнулся с большими трудностями. Натали Шеффер пришлось продать свой дом в Вермонте, чтобы оплатить лечение мужа. При поддержке американской журналистки Дороти Томпсон, подруги Шеффера из Москвы, ей удалось добиться освобождения Шеффера 15 января 1943 г. как «антинациста», который, однако, с тех пор был навсегда привязан к инвалидной коляске. Он поселился на ферме, принадлежащей Дороти Томпсон, близкой подруге Элеоноры Рузвельт, которая регулярно выступала посредником в публикации статей по профессиональным вопросам в американских журналах Foreign Affairs, Aria и The Contemporary Review. Тем не менее до конца войны ему приходилось носить с собой регистрационную карточку и каждый месяц лично являться в органы власти.

## Годы в США
После 1945 года Шефферы сами арендовали небольшую ферму. Как внештатный журналист различных американских газет и консультант издательства в Чикаго, Пауль Шеффер проводил кампанию по публикации информационных материалов, просвещающих американского читателя о Германии. Старость он провел в Уайт-Ривер-Джанкшн, недалеко от Вудстока (штат Вермонт). Натали Шеффер была директором славянского отдела Исследовательской библиотеки и коллекции Думбартон-Окс, института Гарвардского университета, с 1945 по 1965 год. Она оставила Думбартон-Оукс большую коллекцию византийского и русского искусства, иконографию, а также оценки икон и артефактов и умерла в Нью-Йорке в 1981 году.
В университетах США книги Шеффера «Дважды рождённые в России: моя жизнь до и во время революции» и « Семь лет в Советской России» по-прежнему являются одними из самых цитируемых стандартных работ в исследованиях Сталина и большевизма.